# システムバンキング九州共同センター
事業組合システムバンキング九州共同センター（システムバンキングきゅうしゅうきょうどうセンター、通称：SBK）は、福岡県福岡市博多区に本部を置き、九州地方の第二地方銀行協会加盟行を対象とした、基幹系システムの企画・開発・運用・保守などを行う任意組合。
共同オンラインシステム稼働以来、日本電信電話公社およびその後身であるNTTデータが運用を受託している。

## 概要
1975年（昭和50年）、事業組合相銀九州共同オンラインセンター(SBK)として、九州に本店を置く相互銀行などの出資によって設立され、1977年（昭和52年）10月、共同オンラインシステムを稼働させた。
1984年（昭和59年）11月、第2次オンラインシステムを稼働させ、1995年（平成7年）5月、北海道銀行が開発にあたったパッケージソフトに約100億円を投じ、改良を加え開発した第3次オンラインシステムが稼働を開始。これを機に効率的な銀行運営を続けていきたいとの方針から長崎銀行が新たにSBKに加盟した。その一方で、1990年（平成2年）には九州銀行がSBKの組合形態による運営方法に不満を持ち離脱している。
2003年（平成15年）、共同化の範囲を自動振替や顧客の取引記録（CIF）など情報系システムまで拡大。2014年（平成26年）には融資や渉外などの業務支援システムの共同運用を始め、書類や販促パンフレットの仕様統一も検討していくとの方針が明らかとなった。
2009年（平成21年）1月、OBを含めると約30名程の人員を派遣し、SBKの中核となっていた熊本ファミリー銀行が福岡銀行との経営統合によりふくおかフィナンシャルグループの傘下となり、福岡銀行と広島銀行が共同利用する基幹システムに移行。SBKから離脱した。
2018年（平成30年）10月9日から全銀システムが、他行向けの振り込み365日・24時間可能の新システムを稼働させたことに伴い、翌年1月、SBKはそれに対応するためNTTデータが提供する基幹系システム（勘定系システム）であるBeSTAcloudに移行。5月には沖縄海邦銀行もSBKに参加した。なお、BeSTAcloudに移行後もSBKによる情報系システムは稼働を続けている。

## 沿革
- 1973年8月 - 共同研究会発足（10行）。
- 1975年 - 「事業組合 相銀九州共同オンラインセンター」設立（8行）。
  - 正金相互銀行（現・福岡中央銀行）
  - 佐賀相互銀行（現・佐賀共栄銀行）
  - 九州相互銀行（後の九州銀行、現・十八親和銀行）
  - 熊本相互銀行（現・熊本銀行）
  - 肥後相互銀行（後の肥後ファミリー銀行、現・熊本銀行）
  - 豊和相互銀行（現・豊和銀行）
  - 宮崎相互銀行（現・宮崎太陽銀行）
  - 旭相互銀行（現・南日本銀行）
- 1977年10月 - 共同オンラインシステム稼動開始。
- 1984年11月 - 第2次システムへ移行。
- 1989年2月 - 事業組合システムバンキング九州共同センターに改称。
- 1990年9月 - 九州銀行が事業組合・システムから脱退し、1行減。
- 1993年4月 - 肥後ファミリー銀行が熊本銀行に吸収合併（熊本銀行は、熊本ファミリー銀行に改称）されたため、1行減。
- 1995年5月 - 第3次システムへ移行。長崎銀行の加盟により、1行増。
- 2003年1月 - 第3次システムに一部機能を追加し、マイナーチェンジされる（第3.5次システム）。
- 2003年4月 - 共同情報系システムスタート。
- 2004年4月 - 共同化拡大・集中事務スタート。
- 2009年1月 - 熊本ファミリー銀行が事業組合・システムから離脱し、1行減。
- 2011年1月 - 新3.5次システムへ移行（マシンリプレース）。
- 2019年
  - 1月 - BeSTAcloudに勘定系システムを移行。
  - 5月 - 沖縄海邦銀行の勘定系システムをSBKに移行させ、SBKシステムに編入。
  - 8月 - 本社をNTT西日本帯山ビル（熊本県熊本市中央区帯山二丁目14番68号）から南日本銀福岡支店が入る南日本博多ビル（福岡県福岡市博多区冷泉町10番21号）へ移転[10][11]。

## 加盟行
- 福岡中央銀行
- 佐賀共栄銀行
- 長崎銀行
- 豊和銀行
- 宮崎太陽銀行
- 南日本銀行
- 沖縄海邦銀行